# Iry
Dans la mythologie égyptienne, Iry (« Celui qui fait ») personnifie l'énergie divine active : c'est la manifestation de l'action divine. Il est anthropomorphe et figure parmi les dieux-concepts :
- Ka
- Bâ
- Hou
- Sia
- Akh
- Heqat